# Tipula verecunda
Tipula verecunda är en tvåvingeart som beskrevs av Alexander 1924. Tipula verecunda ingår i släktet Tipula och familjen storharkrankar. Inga underarter finns listade i Catalogue of Life.